# Tesomonoda endolopha
Tesomonoda endolopha är en fjärilsart som beskrevs av George Francis Hampson 1910. Tesomonoda endolopha ingår i släktet Tesomonoda och familjen nattflyn. Inga underarter finns listade i Catalogue of Life.